# Baggetorp (äpple)
Baggetorp (oftast benämnt Baggetorpsäpplet) är en äppelsort med ursprung från Baggetorps hembygdsgård i Västernärke. Äpplet är relativt litet, med ett rött och grönt skal, och ett mört, saftigt och syrligt fruktkött. Baggetorp mognar i oktober och håller sig därefter vid god förvaring, omkring några månader. Äpplet är främst ett ätäpple. I Sverige odlas Baggetorp gynnsammast i zon II–IV.